# Спенсер-Черчилль, Джон
Майор Джон Стрэндж Спенсер-Черчилль (англ. John Strange Spencer-Churchill; 4 февраля 1880 — 23 февраля 1947) — британский военный и бизнесмен, второй сын лорда Рэндольфа Генри Спенсера-Черчилля (1849—1895) и леди Дженни Черчилль, урожденной Дженни Джером (1854—1921). Младший брат бывшего премьер-министра Великобритании сэра Уинстона Черчилля.

## Ранняя жизнь
Джон Черчилль родился 4 февраля 1880 года в Феникс-парке в Дублин в Ирландии, где Лорд Рэндольф Черчилль служил секретарем у своего отца, Джона Спенсера-Черчилля, 7-го герцога Мальборо, вице-короля Ирландии в 1876—1880 годах. Джон получил образование в школе Хэрроу в Англии.
Долгое время считалось, что Джон не являлся сыном лорда Рэндольфа, а результатом одного из многочисленных романов своей матери. В качестве его наиболее вероятного биологического отца назывался полковник Джон Стрэндж Джослин, 5-й граф Роден (1823—1897). Сестры Дженни считали, что фактическим отцом её второго сына был Эвелин Боскауэн, 7-й виконт Фалмут (1847—1918).

## Военная карьера
В 1898 году Джон Черчилль начал службу в королевском полку оксфордширских гусаров. Вместе со своим старшим братом, военным корреспондентом Уинстоном, он в составе Южноафриканского кавалерийского полка участвовал во Второй Англо-бургской войне в 1899—1900 годах. Он был получил ранение в ногу во время битвы за высоту Тугела в феврале 1900 года во время кампании за освобождение Ледмисмита. 9 ноября 1900 года он был упомянут в донесениях за военные заслуги (Citation militaire britannique).
Джон Черчилль участвовал в Первой мировой войне, где он несколько раз упоминался в донесениях. Служил в штабе фельдмаршала Лорда Джона Френча, затем генерала Яна Гамильтона (как офицер связи в средиземноморском экспедиционном корпусе) и фельдмаршала Лорда Уильяма Бидвуда (в качестве коменданта лагеря 1-го корпуса Анзака, затем помощника секретаря в штабе 5-й армии). 30 марта 1916 году он был награждён французским Военным крестом 1914—1918 и орденом Почётного легиона. 3 июня 1918 года стал кавалером британского Ордена «За выдающиеся заслуги». Дослужился до чина майора.
После Первой мировой войны Джон Черчилль занимался бизнесом в Лондоне.
Джон Черчилль и его старший брат Уинстон были очень близки. Он и его дети проводили много времени с семьей брата в Чартвелле и других резиденциях.
Во время Второй мировой войны Джон Черчилль потерял свой дом во время немецкой бомбардировки и поселился у своего брата в резиденции премьер-министра на Даунинг-стрит, 10.
67-летний Джон Спенсер-Черчилль скончался 23 февраля 1947 года от инфаркта в Вудстоке. Он был похоронен вместе с родителями на кладбище церкви Святого Мартина в Блейдоне, неподалеку от Вудстока, в графстве Оксфордшир.

## Брак и дети
Джон Черчилль женился 8 августа 1908 года в Оксфорде на Леди Гвендолин Терезе Мэри Берти (20 ноября 1885 — 7 июля 1941), дочери Монтегю Берти, 7-го графа Абингдона, и Гвендолин Мэри Дормер. Леди Гвендолин была католичкой, как и её отец.
Джон Черчилль и его жена Гвендолин имели трёх детей:
- Джон Джордж Спенсер-Черчилль[англ.] (31 мая 1909 — 23 июня 1992), был женат 4 раза, от первого брака - дочь Сара Корнелия Спенсер-Черчилль (р. 1935).
- Генри Уинстон Перегрин Спенсер-Черчилль (25 мая 1913 — 19 марта 2002), был дважды женат, но детей не имел.
- Энн Кларисса Черчилль, графиня Эйвон[англ.] (28 июня 1920 — 15 ноября 2021), жена с 1952 года премьер-министра Великобритании Энтони Идена, 1-го графа Эйвонского (1897—1977). Брак был бездетным.